# Karolina Rakieć
Karolina Rakieć (ur. 29 marca 1979) – polska lekkoatletka, biegaczka długodystansowa.

## Kariera
Brązowa medalistka mistrzostw Polski w półmaratonie (2011).